# Lijst van oorlogsmonumenten in Hoorn
De Nederlandse gemeente Hoorn heeft 17 oorlogsmonumenten. Hieronder een overzicht.
| Nr.                             | Object                                          | Herdachte groep                                 | Ontwerper                     | Onthulling    | Type            | Locatie                                          | Plaats  | Coördinaten                  | Foto                                            |
| ------------------------------- | ----------------------------------------------- | ----------------------------------------------- | ----------------------------- | ------------- | --------------- | ------------------------------------------------ | ------- | ---------------------------- | ----------------------------------------------- |
|                                 | Plaquette Korte Achterstraat                    | Graaf Bossu                                     |                               | 1848          | reliëf          | Korte Achterstraat 6                             | Hoorn   | 52° 38' 31" NB, 5° 3' 39" OL | Plaquette Korte Achterstraat                    |
| 66                              | Monument bij de Grote Kerk                      | algemeen, allen                                 | Pieter Starreveld (1911-1989) | 26 april 1947 | reliëf          | Kerkplein                                        | Hoorn   | 52° 38' 26" NB, 5° 3' 38" OL | Monument bij de Grote Kerk                      |
| 67                              | Monument aan de Italiaanse Zeedijk              | vervolgden Nederland                            | Peter de Rijcke               | 30 mei 1979   | reliëf          | Italiaanse Zeedijk 122, 1621 AK                  | Hoorn   | 52° 38' 13" NB, 5° 3' 46" OL | Monument aan de Italiaanse Zeedijk              |
| 75                              | Woede                                           | algemeen                                        | Truus Menger-Oversteegen      | 4 mei 1990    | beeld/sculptuur | Westerdijk 47A, 1621                             | Hoorn   | 52° 38' 26" NB, 5° 3' 18" OL | Woede                                           |
| 76                              | Wanhoop                                         | algemeen                                        | Truus Menger-Oversteegen      | 4 mei 1990    | beeld/sculptuur | Achterom 19-21, 1621                             | Hoorn   | 52° 38' 24" NB, 5° 3' 26" OL | Wanhoop                                         |
| 77                              | Laatste troost                                  | algemeen                                        | Truus Menger-Oversteegen      | 4 mei 1990    | beeld/sculptuur | Grote Noord 15, 1621                             | Hoorn   | 52° 38' 23" NB, 5° 3' 29" OL | Laatste troost                                  |
| 729                             | Afscheid                                        | algemeen                                        | Truus Menger-Oversteegen      | 4 mei 1990    | beeld/sculptuur | Westerdijk 8, 1621                               | Hoorn   | 52° 38' 30" NB, 5° 3' 8" OL  | Afscheid                                        |
| 2849                            | Herdenkingsplaquette voor onderduikverschaffers | vervolgden Nederland, verzet Nederland          |                               | 4 mei 2006    | plaquette       | Jeudje, 1621 GM                                  | Hoorn   | 52° 38' 32" NB, 5° 3' 47" OL | Herdenkingsplaquette voor onderduikverschaffers |
| 3029                            | Gedenksteen in de Nieuwsteeg                    | burgerslachtoffers                              | C. Ruitenbeek                 | 4 mei 1953    | gedenksteen     | Zijgevel van het Statenlogement in de Nieuwsteeg | Hoorn   | 52° 38' 28" NB, 5° 3' 27" OL | Gedenksteen in de Nieuwsteeg                    |
| 3030                            | Zij vielen voor ons                             | geallieerde militairen, burgerslachtoffers      | Truus Menger-Oversteegen      |               | beeld/sculptuur | Westerdijk 139, 1621                             | Hoorn   | 52° 38' 22" NB, 5° 3' 21" OL | Zij vielen voor ons                             |
| 3589                            | Plaquette voor Aaf Dell en Dieuw van Vliet      | verzet Nederland                                | Thea van Lier (1940)          | 3 mei 1996    | reliëf          | Grote Oost 6, 1621 BW                            | Hoorn   | 52° 38' 22" NB, 5° 3' 36" OL | Plaquette voor Aaf Dell en Dieuw van Vliet      |
| 3693                            | Plaquette aan het voormalige raadhuis Zwaag     | verzet Nederland, burgerslachtoffers            |                               |               | plaquette       | Dorpsstraat 131, 1689 ET                         | Zwaag   | 52° 40' 0" NB, 5° 4' 9" OL   | Plaquette aan het voormalige raadhuis Zwaag     |
| 3694                            | Oorlogsmonument                                 | burgerslachtoffers                              |                               |               | zuil            | Westerblokker 77, 1695 AB                        | Blokker | 52° 39' 44" NB, 5° 5' 35" OL | Oorlogsmonument                                 |
|                                 | Bagage voor het leven                           | gesneuvelde soldaten en teruggekeerde veteranen | Frank Halmans                 | 2013          | Beeldengroep    | Oostereiland, 1621 AM                            | Hoorn   | 52° 38' 10" NB, 5° 3' 44" OL | Bagage voor het leven                           |
| 3959                            | Plaquette voor J.D. Poll                        | Leraren en leerlingen                           |                               |               | plaquette       | Bontekoestraat 3, 1623 LJ                        | Hoorn   | 52° 38' 38" NB, 5° 4' 1" OL  | Plaquette voor J.D. Poll                        |
|                                 | Plaquette voor Joodse slachtoffers              | vervolgden Nederland                            |                               | 20 april 2020 | plaquette       | Stationsplein 1, 1621 HX                         | Hoorn   | 52° 38' 42" NB, 5° 3' 15" OL | Plaquette voor Joodse slachtoffers              |
|                                 | Plaquette voor Gré Visser                       | verzet Nederland                                |                               |               | reliëf          | Grote Oost 35, 1621 BR                           | Hoorn   | 52° 38' 22" NB, 5° 3' 40" OL |                                                 |
| Dit oorlogsmonument op Wikidata | Stolpersteine                                   | vervolgden Nederland                            | Gunter Demnig                 |               | reliëf          | Zie Lijst van Stolpersteine in Hoorn             | Hoorn   |                              | Meer afbeeldingen                               |

Aalsmeer ·
Alkmaar ·
Amstelveen ·
Amsterdam ·
Bergen ·
Beverwijk ·
Blaricum ·
Bloemendaal ·
Castricum ·
Den Helder ·
Diemen ·
Dijk en Waard ·
Drechterland ·
Edam-Volendam ·
Enkhuizen ·
Gooise Meren ·
Haarlem ·
Haarlemmermeer ·
Heemskerk ·
Heemstede ·
Heiloo ·
Hilversum ·
Hollands Kroon ·
Hoorn ·
Huizen ·
Koggenland ·
Landsmeer ·
Laren ·
Medemblik ·
Oostzaan ·
Opmeer ·
Ouder-Amstel ·
Purmerend ·
Schagen ·
Stede Broec ·
Texel ·
Uitgeest ·
Uithoorn ·
Velsen ·
Waterland ·
Weesp ·
Wijdemeren ·
Wormerland ·
Zaanstad ·
Zandvoort